# Passova passova
Espèce
Passova passova est une espèce de lépidoptères de la famille des Hesperiidae, de la sous-famille des Pyrginae et de la tribu des Pyrrhopygini.

## Dénomination
Passova passova a été nommé par William Chapman Hewitson en 1866 sous le nom initial de Pyrrhopyga passova.

### Nom vernaculaire
Passova passova se nomme Passova Firetip en anglais,.

### Sous-espèces
- Passova passova passova; présent au Brésil et en Guyane.
- Passova passova gortyna; (Hewitson, 1866); présent au Brésil
- Passova passova practa ;Evans, 1951; présent au Brésil et au Paraguay.
- Passova passova rudex Evans, 1951; présent au Brésil et au Pérou
- Passova passova stacer Evans, 1951; présent au Surinam et en Guyana.
- Passova passova styx (Möschler, 1879); présent en Colombie, au Venezuela et en Bolivie[1],[3].

## Description
Passova passova est un papillon au corps trapu bleu noir à tête rouge. Les ailes sont de couleur bleu ardoise avec aux ailes postérieures une tache rouge à l'angle anal.
Le revers est semblable.

## Écologie et distribution
Passova passova est présent en Colombie, au Venezuela, en Bolivie, au Pérou,  au Paraguay, au Brésil, au Surinam, en Guyana et en Guyane,.

### Biotope
Passova passova réside en forêt primaire humide, à une altitude entre 300 m et 1 000 m.

### Protection
Pas de statut de protection particulier.